# ملعب ماتيو فلوريس
ملعب ماتيو فلوريس هو ملعب متعدد الاستخدام يقع في غواتيمالا عاصمة غواتيمالا . غالبا ما يتم استخدامه لمباريات كرة القدم . يسع الملعب لجلوس 20
ألف متفرج . يعتبر الملعب الرسمي الذي يخوض فيه منتخب غواتيمالا مبارياته الدولية . تم افتتاح الملعب في 18 أغسطس 1950 .